# Список глав государств в 1030 году
Список глав государств в 1029 году — 1030 год — Список глав государств в 1031 году — Список глав государств по годам

## Азия
- Аббасидский халифат — Аль-Кадир Биллах, халиф (991 — 1031)
- Армения —
  - Анийское царство —
    - Ованес-Смбат, царь (1020 — 1041)
    - Ашот IV Храбрый, царь (1022 — 1040)

  - Карсское царство — Гагик, царь (1029 — 1065)
  - Сюникское царство — Васак, царь (998 — 1040)
  - Ташир-Дзорагетское царство — Давид I Безземельный, царь (989 — 1048)
- Газневидское государство — 
  - Махмуд Газневи, султан (998 — 1030)
  - Мухаммад, султан (1030, 1041)
  - Масуд I, султан (1030 — 1041)
- Грузинское царство — Баграт IV, царь (1027 — 1072)
- Гуриды — Абу Али ибн Мухаммад, малик (1011 — 1035)
- Дайковьет — Ли Тхай Тонг, император[англ.] (1028 — 1054)
- Дали — Дуань Сучжэнь, король (1026 — 1041)
- Индия —
  - Венги (Восточные Чалукья) — Раджараджанарендра, махараджа (1022 — 1031, 1035 — 1061)
  - Гурджара-Пратихара — Джапасала, махараджа (ок. 1027 — 1036)
  - Западные Чалукья[англ.] — Джагадекамалла Джаясимха II, махараджа (1015 — 1042)
  - Камарупа — Харша Пала, махараджадхираджа[англ.] (1015 — 1035)
  - Качари[англ.] — Удитья, царь[англ.] (1010 — 1040)
  - Кашмир (Лохара) — Ананта, царь[англ.] (1028 — 1063)
  - Одиша (Орисса) — Яяти II, махараджа[англ.] (1025 — 1040)
  - Пала — Махипала, царь (988 — 1038)
  - Парамара[англ.] — Бходжа, махараджа[англ.] (1010 — 1055)
  - Соланки — Бхимадева I, раджа (1021 — 1063)
  - Харикела (династия Чандра) — Говиндачандра, махараджадхираджа[англ.] (ок. 1020 — ок. 1050)
  - Хойсала — Нрипакама II, перманади (1026 — 1047)
  - Чера — Раджасимха, махараджа (1028 — 1043)
  - Чола — Раджендра I, махараджа (1014 — 1044)
  - Ядавы (Сеунадеша) — Бхиллама III, махараджа (1025 — 1040)
- Индонезия —
  - Курипан[англ.] — Эрлангга, раджа[англ.] (1019 — 1045)
  - Сунда — 
    - Прабу Сангьян Агенг, король (1019 — 1030)
    - Прабу Детиа, махараджа (1030 — 1042)

  - Шривиджая — Санграма Вийяоттунггаварман, шри-махараджа (1017 — 1030)
- Иран —
  -  Буиды — 
    - Абу Калинджар, шаханшах,эмир Кермана и Фарса (1027 — 1048)
    - Джалал ад-Даула, шаханшах, эмир Ирака (1027 — 1044)

  -  Раввадиды — Вахсудан Абу Мансур, эмир (1019 — 1054)
- Караханидское государство —
  - Юсуф Кадир, хан (1026 — 1032)
  - Али-Тегин, хан (1026 — 1034)
- Китай (Империя Сун) — Жэнь-цзун (Чжао Чжэнь), император (1022 — 1063)
- Кхмерская империя (Камбуджадеша) — Сурьяварман I, император (ок. 1010 — 1050)
- Кахетия — Квирике III Великий, князь[англ.] (1010 — ок. 1039)
- Корея (Корё)  — Хёнджон, ван (1009 — 1031)
- Лемро — Сандатин, царь[англ.] (1028 — 1039)
- Ляо — Шэн-цзун, император (982 — 1031)
- Наджахиды — Насир ад-Дин Наджах, амир (1022 — ок. 1060)
- Паган — Цинсо, король[англ.] (1021 — 1038)
- Тбилисский эмират — Али бен Джаффар, эмир (981 — 1032)
- Тямпа — Синхаварман II, князь (1030 — 1044)
- Шеддадиды (Гянджинский эмират) — Фадл I ибн Мухаммад, эмир (985 — 1031)
- Ширван — Минучихр ибн Язид, ширваншах (1027 — 1034)
- Япония — Го-Итидзё, император (1016 — 1036)

## Африка
- Гао — Бай Кайна Камба, дья (ок. 1020 — ок. 1040)
- Зириды — Аль-Муизз Шараф ад-Даула ибн Бадис, эмир (1016 — 1062)
- Канем — Булу, маи (1019 — 1035)
- Килва — Али ибн Давуд I, султан (ок. 1023 — ок. 1083)
- Макурия — 
  - Рафаил, царь (ок. 999 — ок. 1030)
  - Георгий III, царь (ок. 1030 — ок. 1080)
- Фатимидский халифат — Аз-Захир Биллах, халиф (1021 — 1036)
- Хаммадиды — Каид ибн Хаммад, султан (1028 — 1045)
- Эфиопия — Герма Сеюм, император (999 — 1039)

## Европа
- Англия — Кнуд Великий, король (1016 — 1035)
- Бургундское королевство (Арелат) — Рудольф III Ленивый, король (993 — 1032)
  - Прованс —
    - Гильом III, маркиз (ок. 1014 — ок. 1037)
    - Гильом IV, граф (1018 — ок. 1030)
    - Фульк Бертран, граф (1018 — 1051)
    - Жоффруа I, граф (1018 — ок. 1062)
- Венгрия — Стефан (Иштван) I Святой, король (1001 — 1038)
- Венецианская республика — Пьетро Барболано, дож (1026 — 1032)
- Византийская империя — Роман III Аргир, император (1028 — 1034)
- Волжская Булгария —
- Гасконь — Санш VI Гильом, герцог (1009 — 1032)
  - Арманьяк — Бернар II Тюмапалер, граф (1020 — 1061)
  - Фезансак — Эмери I, граф (ок. 1020 — ок. 1032)
- Дания — Кнуд Великий, король (1018 — 1035)
- Дербентский эмират — Мансур I ибн Маймун, эмир (1002 — 1034)
- Дукля — Стефан Воислав, жупан (1018 — 1052)
- Ирландия — Доннхад мак Бриайн, верховный король (1022 — 1064)
  - Айлех — Флайтбертах Уа Нейлл, король (1004 — 1031, 1033 — 1036)
  - Дублин — Ситрик IV Шёлковая Борода, король (993 — 994, 995 — 1036)
  - Коннахт — 
    - Тадг III, король (1010 — ок. 1030)
    - Арт Уаллах мак Айдо, король (ок. 1030 — 1046)

  - Лейнстер — Доннхад, король (ок. 1024 — 1033)
  - Миде — 
    - Домналл Гот, король (1027 — 1030)
    - Конхобар Уа Маэл Сехлайнн, король (1030 — 1073)

  - Мунстер — Доннхад мак Бриайн, король (1014 — 1064)
  - Ольстер — Ниалл мак Эохада, король (1016 — 1063)
- Испания —
  - Ампурьяс — Уго I, граф (991 — 1040)
  - Барселона — Беренгер Рамон I Горбун, граф (1017 — 1035)
  - Бесалу — Гильермо I Толстый, граф (1020 — 1052)
  - Кастилия — Муния Санчес, графиня (1029 — 1032)
  - Конфлан и Серданья — Вифред II, граф (988 — 1035)
  - Кордовский халифат —Хишам III, халиф (1027 — 1031)
    - Альбаррасин (тайфа) — Абу Мухаммад Худайл ибн аль-Асла ибн Расин, эмир (1012 — 1045)
    - Альмерия (тайфа) — Зухайр, эмир (1028 — 1038)
    - Альпуэнте (тайфа) — 
      - Абдаллах I ибн Касим Низам аль-Давла, эмир (1009 — 1030)
      - Мухаммад I Йумн аль-Давла ибн Абдаллах, эмир (1030 — 1042)

    - Аркос (тайфа) — Абдун ибн Мухаммад, эмир (ок. 1029 — 1053)
    - Бадахос (тайфа) — Аббад I Севильский, эмир (1027 — 1034)
    - Валенсия (тайфа) — Абд аль-Азиз аль-Мансур, эмир (1021 — 1061)
    - Гранада (тайфа) — Хаббус аль-Музаффар, эмир (ок. 1019 — 1038)
    - Дения (тайфа) — Муджахид аль-Муваффак, эмир (ок. 1010 — 1045)
    - Кармона (тайфа) — Мухаммад, эмир (ок. 1023 — ок. 1042)
    - Малага (тайфа) — Яхъя аль-Мутали, эмир (1026 — 1035)
    - Морон (тайфа) — Нух ибн Аби Тузири, эмир (1014 — 1041)
    - Ньебла (тайфа) — Абул-Аббас Ахмад, эмир (ок. 1023 — ок. 1041)
    - Сарагоса (тайфа) — Муизз ад-даула Мунзир II, эмир (1029 — 1039)
    - Севилья (тайфа) — Аббад I, эмир (1023 — 1042)
    - Сильвес (тайфа) — Иса I, эмир (1027 — ок. 1040)
    - Толедо (тайфа) — Абу Бакр Яис ибн Мухаммад, эмир (ок. 1028 — 1031)
    - Тортоса (тайфа) — Лабиб аль-Амири аль-Фата, эмир (1010 — 1039/1040)

  - Леон — Бермудо III, король (1028 — 1037)
  - Наварра — Санчо III Великий, король (ок. 1004 — 1035)
  - Пальярс Верхний — Гильем II, граф (ок. 1011 — ок. 1035)
  - Пальярс Нижний — Рамон III (IV), граф (ок. 1011 — ок. 1047)
  - Урхель — Эрменгол II Странник, граф (1010 — 1038)
- Италия —
  - Аверса — Райнульф I Дренго, граф (1030 — 1045)
  - Амальфи — Иоанн II, герцог[англ.] (1029 — 1034, 1038 — 1039, 1052 — 1069)
  - Беневенто — Ландульф V, князь (1014 — 1033)
  - Гаэта — Иоанн V, герцог[англ.] (1012 — 1032)
  - Капуя — Пандульф IV, князь (1016 — 1022, 1026 — 1038, 1047 — 1050)
  - Неаполь — Сергий IV, герцог (1002 — 1027, 1029 — 1034)
  - Салерно — Гвемар IV, князь (1027 — 1052)
- Киевская Русь (Древнерусское государство) — Ярослав Владимирович Мудрый, великий князь Киевский (1016 — 1018, 1019 — 1054)
  -  Новгородское княжество — Ярослав Владимирович Мудрый, князь (ок. 1010 — 1034)
  -  Полоцкое княжество — Брячислав Изяславич, князь (1003 — 1044)
  -  Псковское княжество — Судислав Владимирович, князь (1014 — 1036)
  -  Тмутараканское княжество — Мстислав Владимирович Храбрый, князь (ок. 1010 — 1036)
  -  Черниговское княжество — Мстислав Владимирович Храбрый, князь (1014 — 1036)
- Норвегия — 
  - Кнуд Великий, король (1028 — 1035)
  - Хакон Эйрикссон, ярл (1029 — 1030)
  - Свен Кнутссон, ярл (1030 — 1035)
- Папская область — Иоанн XIX, папа римский (1024 — 1032)
- Польша — Мешко II Ламберт, король (1025 — 1031)
- Португалия — Менду III Нуньес, граф (1028 — 1050)
- Священная Римская империя — Конрад II, император (1027 — 1039)
  - Австрийская (Восточная) марка — Адальберт Победоносный, маркграф (1018 — 1055)
  - Бавария — Генрих VI Черный, герцог (1027 — 1042, 1047 — 1049)
  - Верхняя Лотарингия — Фридрих (Ферри) III, герцог (1026 — 1033)
  - Голландия — Дирк III Иерусалимский, граф (993 — 1039)
  - Каринтия — Адальберо, герцог (1011 — 1035)
  - Лувен — Генрих I, граф (1015 — 1038)
  - Лужицкая (Саксонская Восточная) марка — 
    - Титмар II, маркграф (1015 — 1030)
    - Одо II, маркграф (1030 — 1032)

  - Люксембург — Генрих II, граф (1026 — 1047)
  - Мейсенская марка — Герман I, маркграф (1009 — 1038)
  - Намюр — Роберт II, граф (ок. 1011 — ок. 1031)
  - Нижняя Лотарингия — Гозело I, герцог (1023 — 1044)
  - Монферрат — Гульельмо III, маркграф (991 — 1042)
  - Рейнский Пфальц — Эццо, пфальцграф (994 — 1034)
  - Саксония — Бернхард II, герцог (1011 — 1059)
  - Северная марка — Бернхард II Младший, маркграф (ок. 1018 — ок. 1044)
  - Сполето — Уго II, герцог (1020 — 1035)
  - Тосканская марка — Бонифаций III (IV), маркграф (1027 — 1052)
  - Чехия — Ольдржих, князь (1012 — 1034)
  - Швабия — 
    - Эрнст II, герцог (1015 — 1030)
    - Герман IV, герцог (1030 — 1038)

  - Штирия (Карантанская марка) — Адальберо I, маркграф (1000 — 1035)
  - Эно (Геннегау) — Ренье V, граф (1013 — 1039)
- Сицилийский эмират — Ахмад аль-Акхаль ибн Юсуф, эмир (1019 — 1037)
- Уэльс —
  - Гвент — Мейриг ап Хивел, король (1015 — 1045)
  - Гвинед — Иаго ап Идвал ап Мейриг, король (1023 — 1039)
  - Гливисинг —
    - Хивел ап Оуэн, король (990 — 1043)
    - Ридерх ап Иестин, король (1015 — 1033)

  - Дехейбарт — Ридерх ап Иестин, король (1023 — 1033)
- Франция — Роберт II Благочестивый, король (996 — 1031)
  - Аквитания — 
    - Гильом V Великий, герцог (995 — 1030)
    - Гильом VI, герцог (1030 — 1038)

  - Ангулем — Алдуин II, граф (1028 — 1032)
  - Анжу — Фульк III Нерра, граф (987 — 1040)
  - Блуа — Эд II, граф (1004 — 1037)
  - Бретань — Ален III, герцог (1008 — 1040)
    - Нант — Будик, граф (1004 — 1038)
    - Ренн — Ален III, граф (1008 — 1040)

  - Булонь — Бодуэн II, граф (990 — 1033)
  - Бургундия (графство) — Рено I, граф (1026 — 1057)
  - Вермандуа — Оттон, граф (1010 — 1045)
  - Готия —
    - Гуго, граф Руэрга, маркиз (1008 — 1054)
    - Гильом III Тайлефер, маркиз (ок. 978 — 1037)

  - Каркассон — Пьер Раймунд, граф (ок. 1012 — 1060)
  - Макон — Оттон II, граф (1004 — 1049)
  - Мо и Труа — Эд II де Блуа, граф (1022 — 1037)
  - Мэн — Герберт I, граф (1014 — ок. 1035)
  - Невер — Рено I, граф (1028 — 1040)
  - Нормандия — Роберт I Дьявол, герцог (1027 — 1035)
  - Овернь — Роберт I, граф (1016 — ок. 1032)
  - Руссильон — Госфред II, граф (1013 — 1074)
  - Руэрг — Гуго, граф (1008 — 1054)
  - Тулуза — Гильом III Тайлефер, граф (ок. 978 — 1037)
  - Фландрия — Бодуэн IV Бородатый, граф (987 — 1035)
  - Шалон — Гуго I, граф (979 — 1039)
- Хорватия — 
  - Крешимир III, король (1000 — 1030)
  - Степан I, король (1030 — 1052)
- Швеция — Анунд Якоб, король (1022 — 1050)
- Шотландия (Альба) — Малькольм II Разрушитель, король (1005 — 1034)

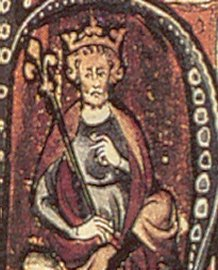
Кнуд Великий 1016-1035 Король Англии и Дании
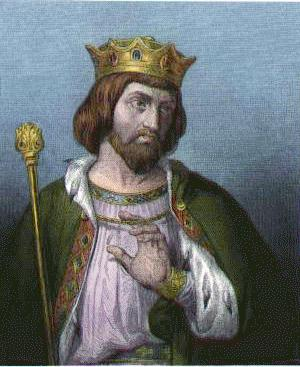
Роберт II Благочестивый 996-1031 Король Франции
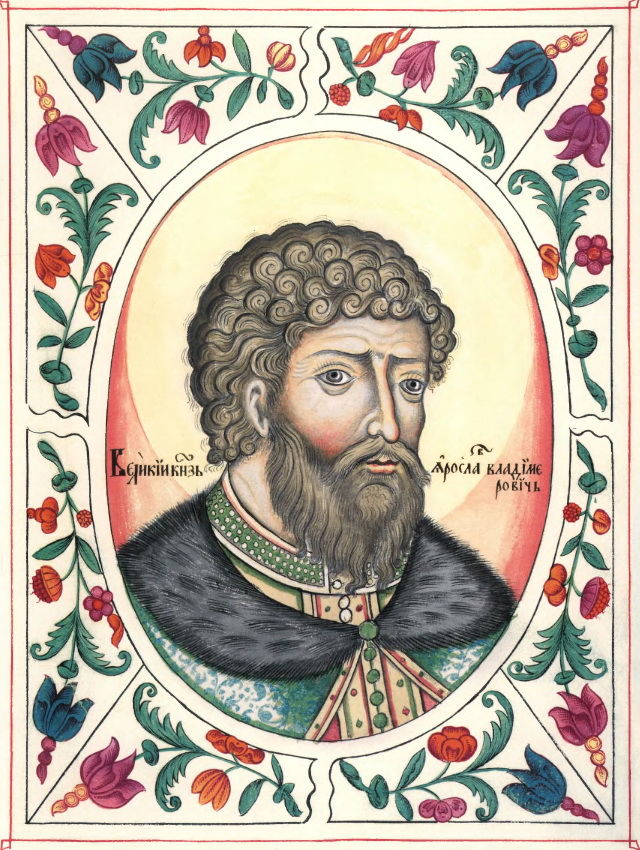
Ярослав Мудрый 1016-1018,1019-1054 Великий князь Киевский
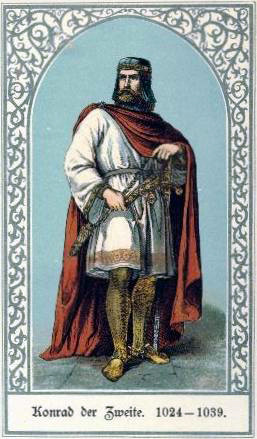
Конрад II 1027-1039 Император Священной Римской империи
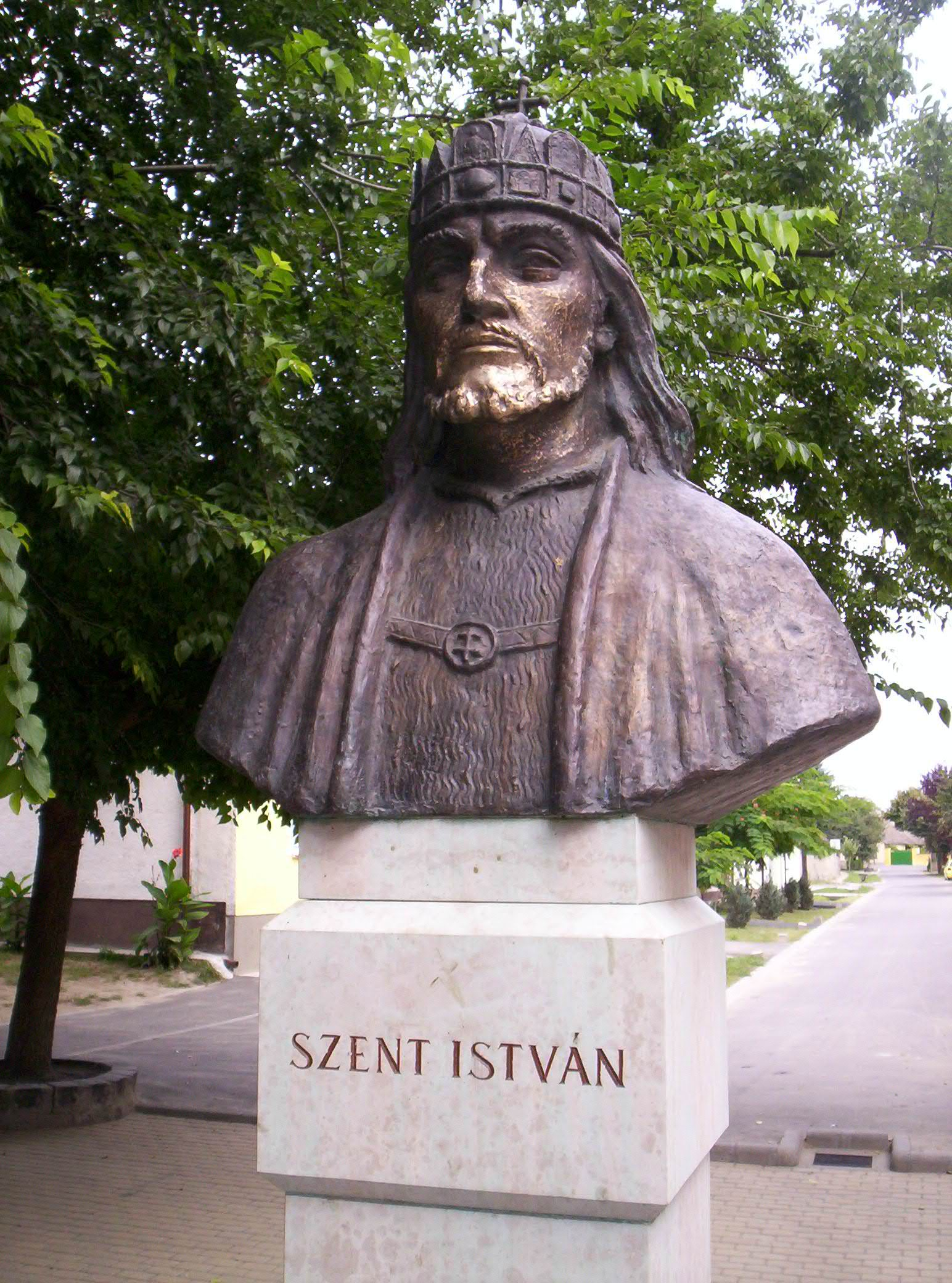
Иштван I 1001-1038 Король Венгрии
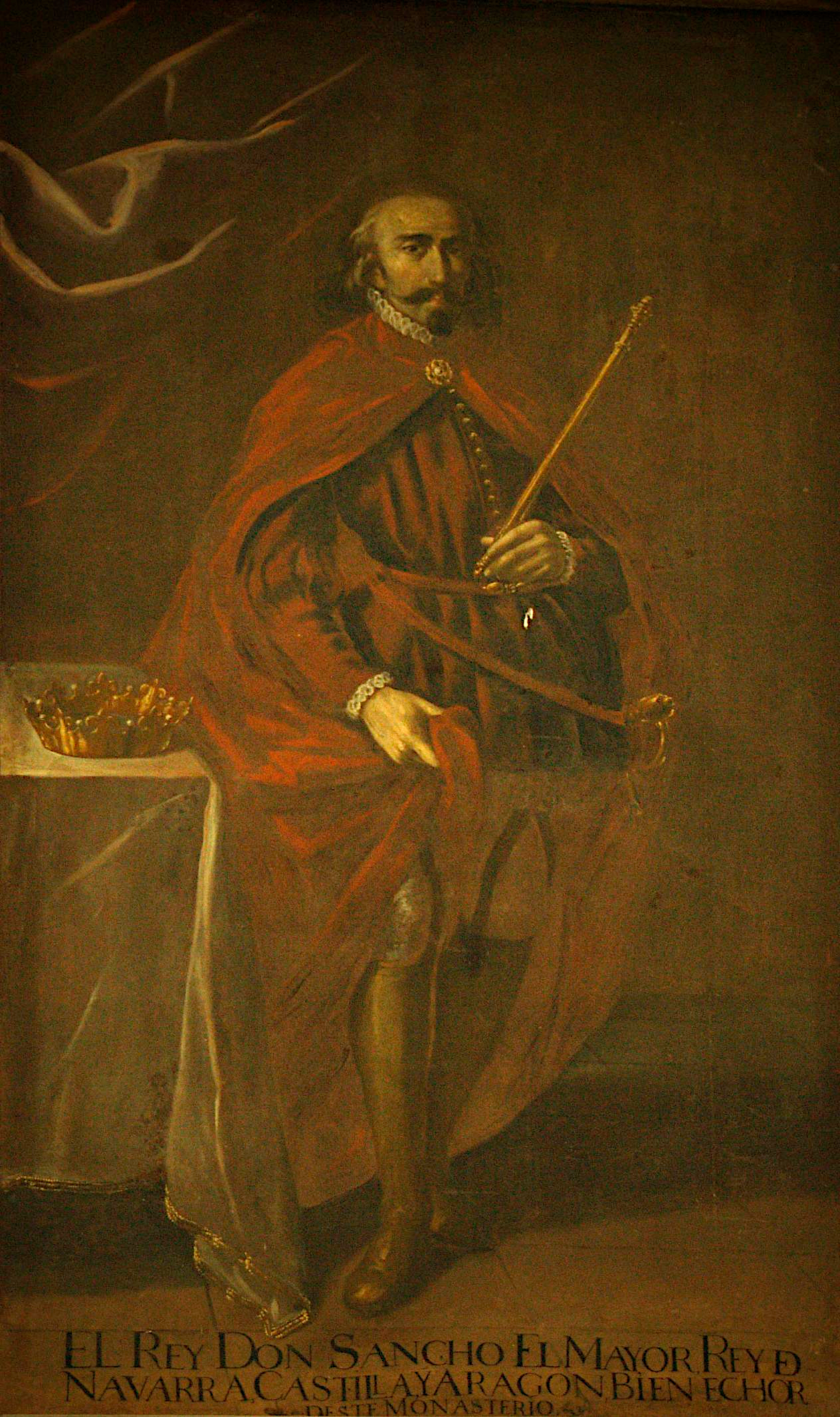
Санчо III Великий 1004-1035 Король Наварры
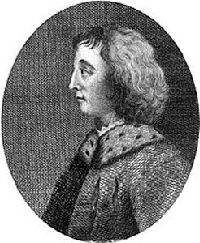
Малкольм II 1005-1034 Король Шотландии
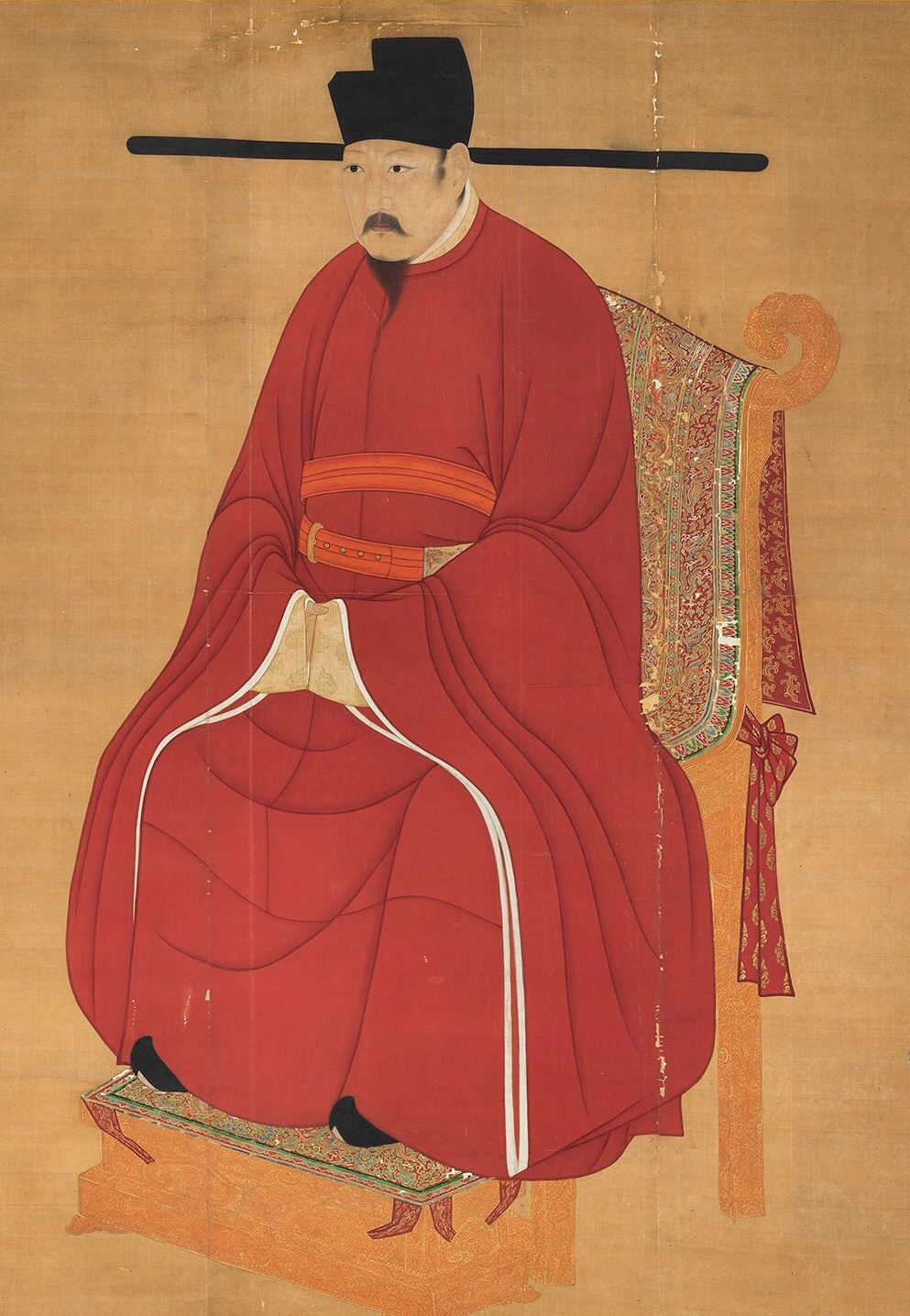
Жэнь-цзун 1022-1063 Император Китая
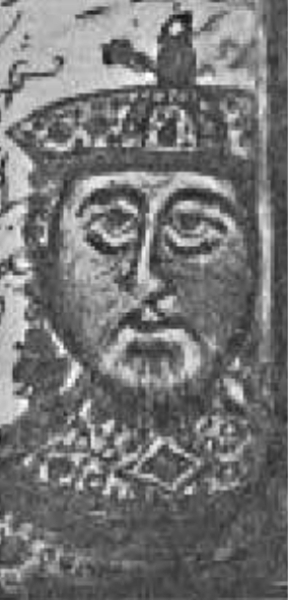
Роман III Агрир 1028-1034 Император Византии
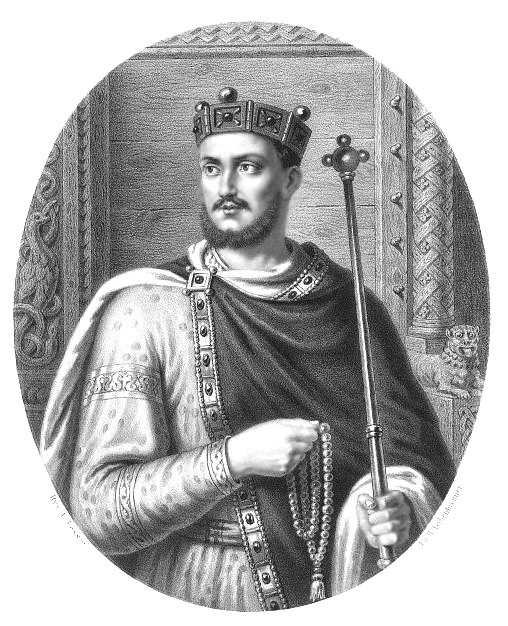
Мешко II Ламберт 1025-1031 Король Польши
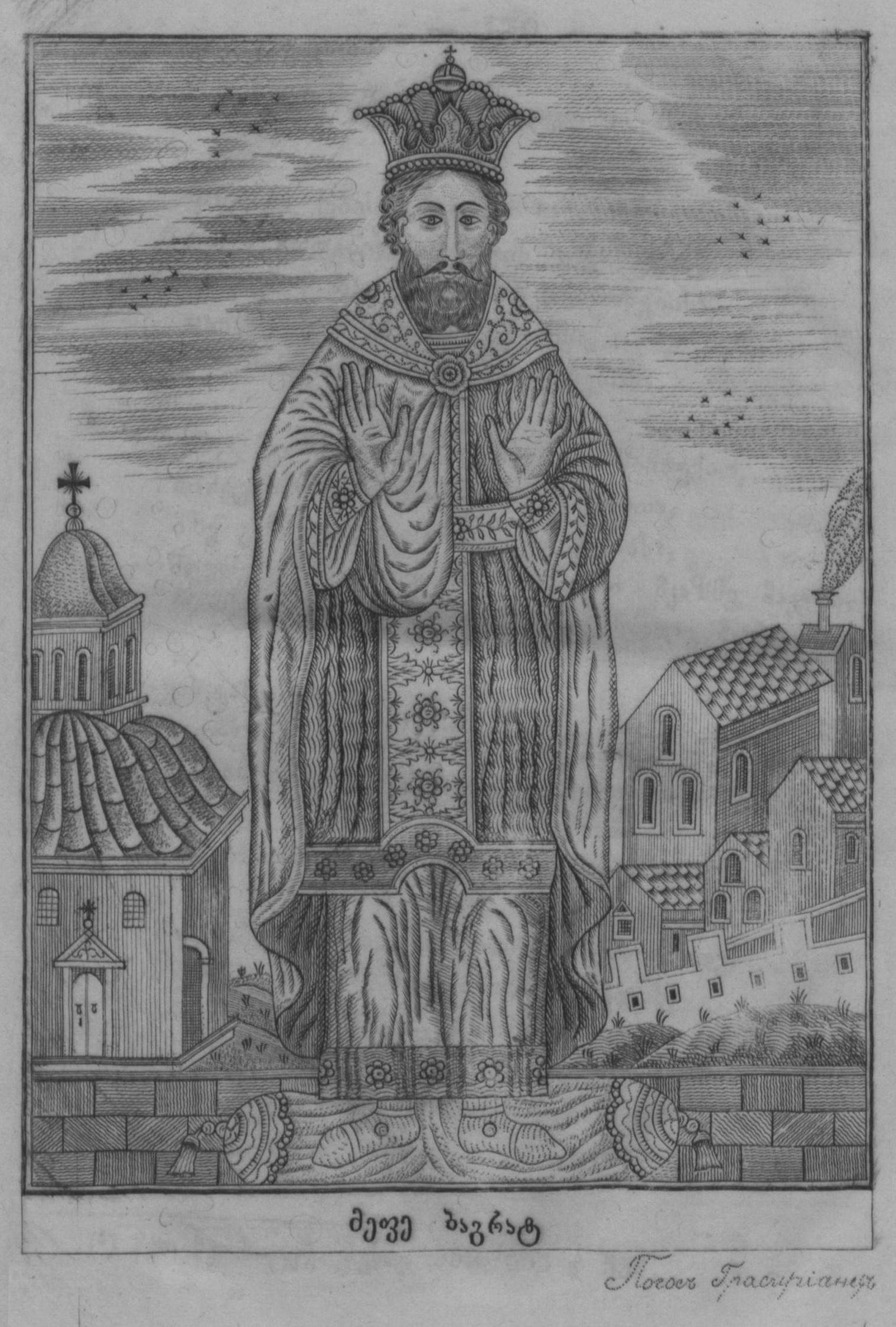
Баграт IV 1027-1072 Царь Грузии
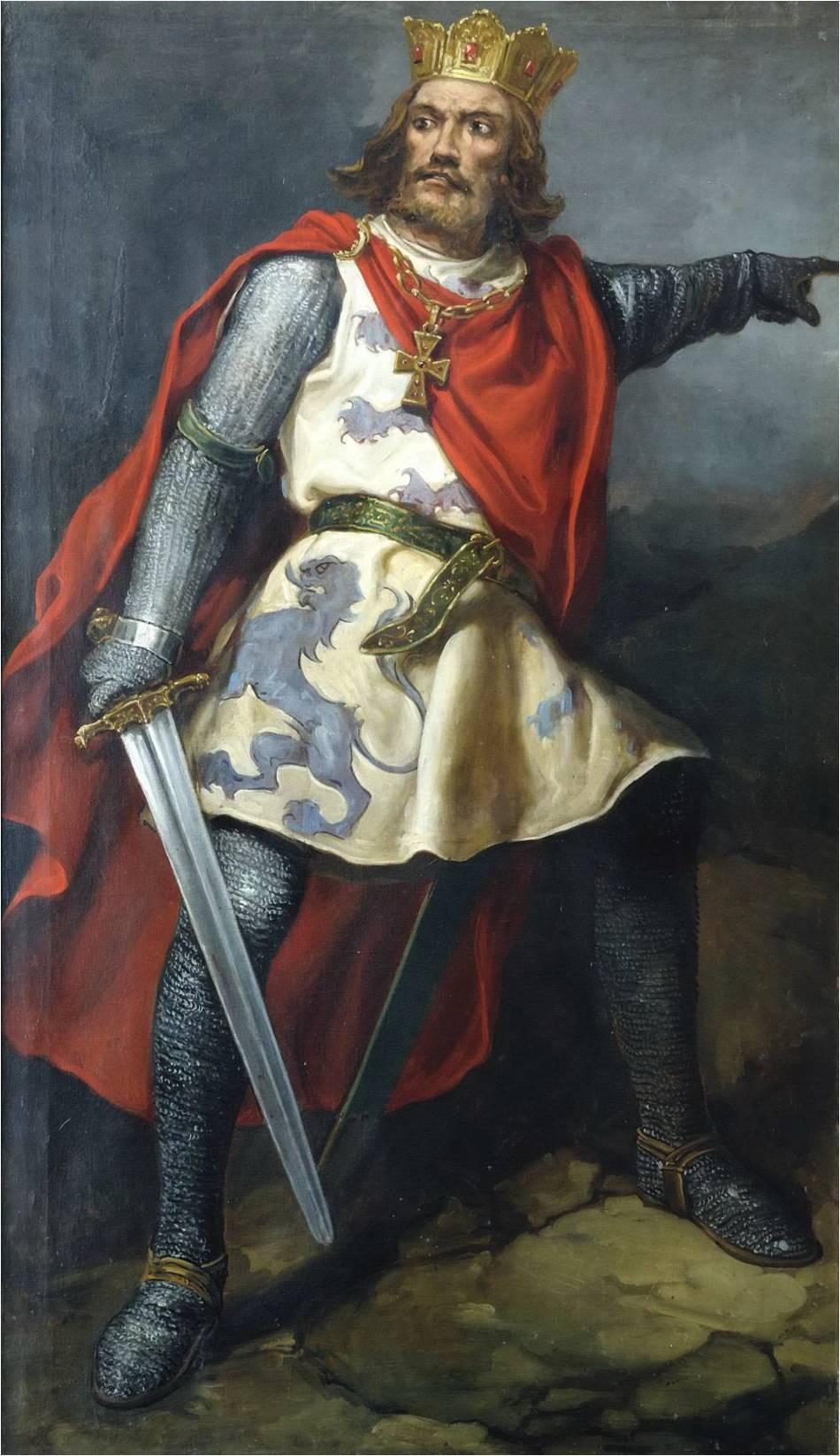
Бермудо III 1028-1037 Король Леона
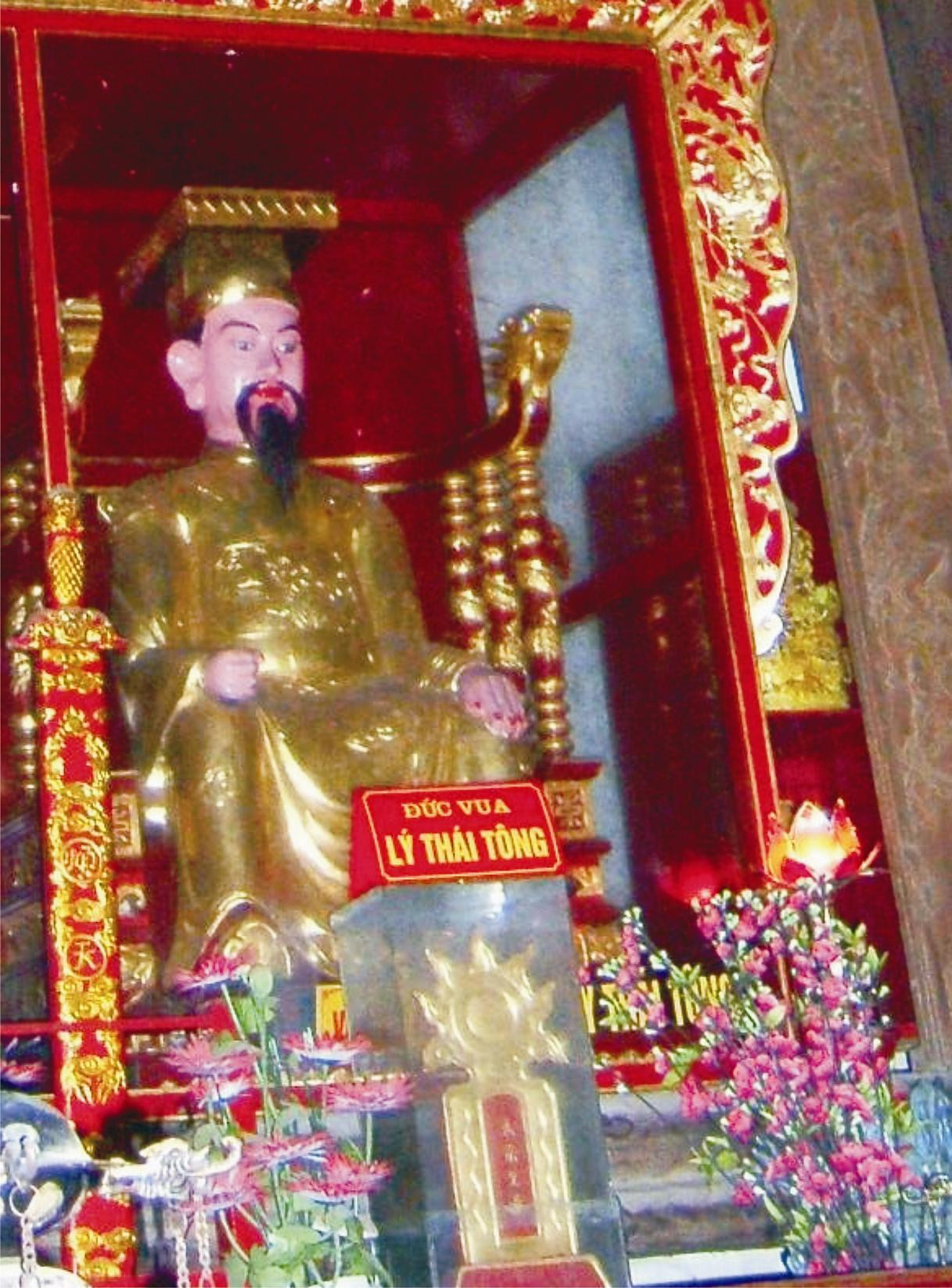
Ли Тхай Тонг 1028-1054 Император Дайковьета
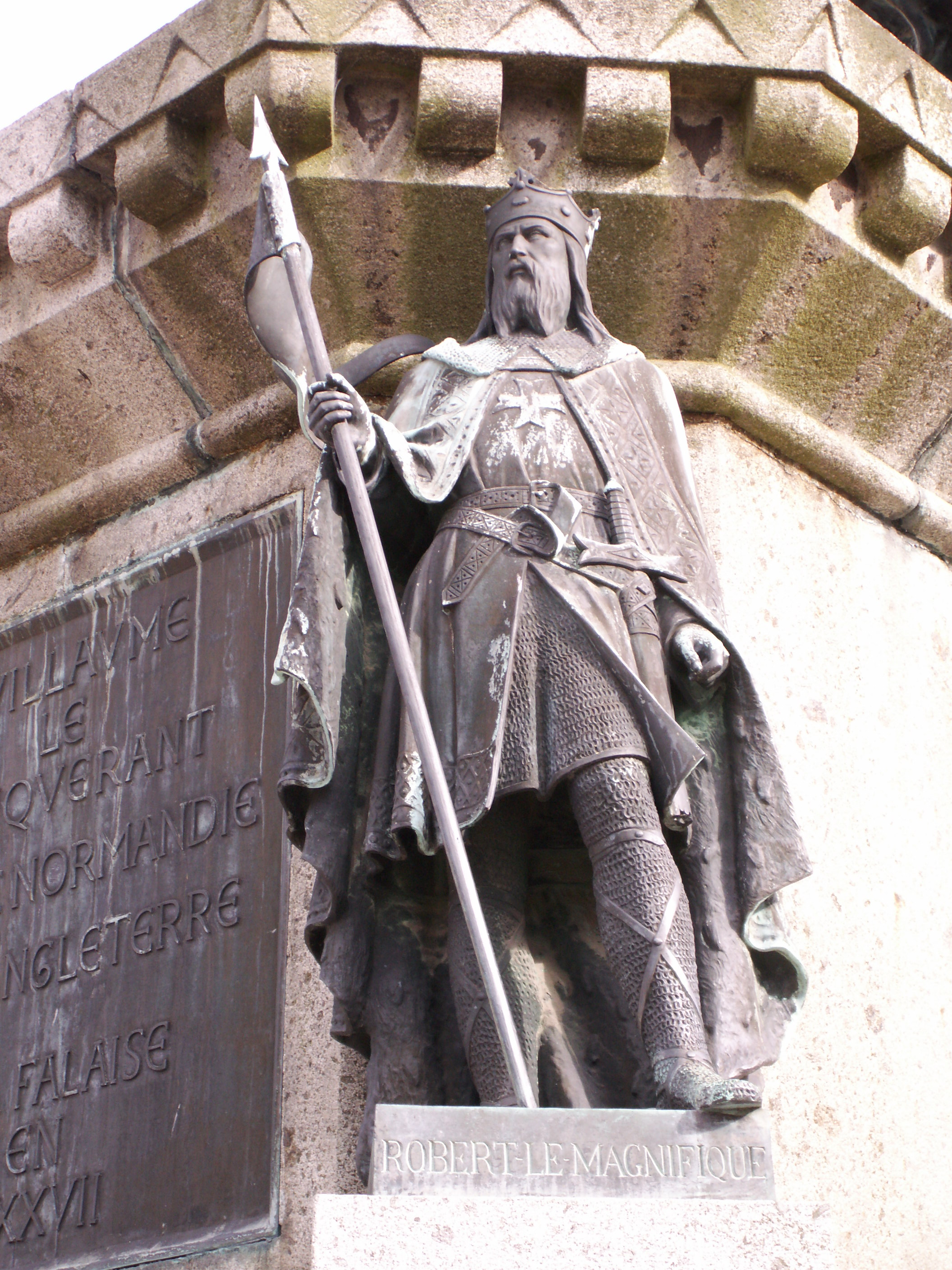
Роберт I Дьявол 1027-1035 Герцог Нормандии
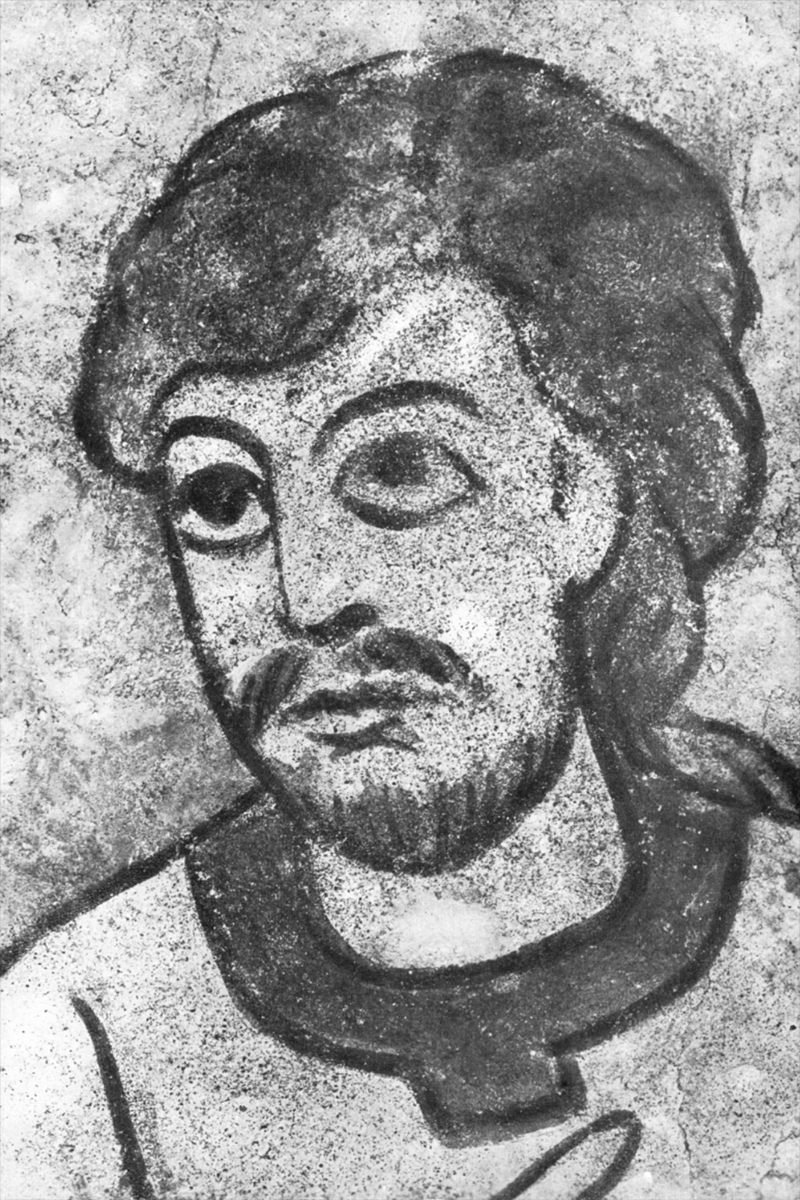
Ольдржих 1012-1034 Князь Чехии
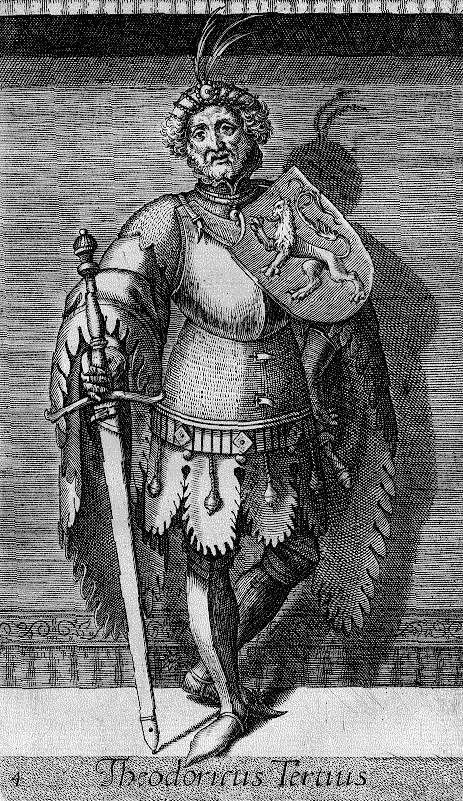
Дирк III 993-1039 Граф Голландии
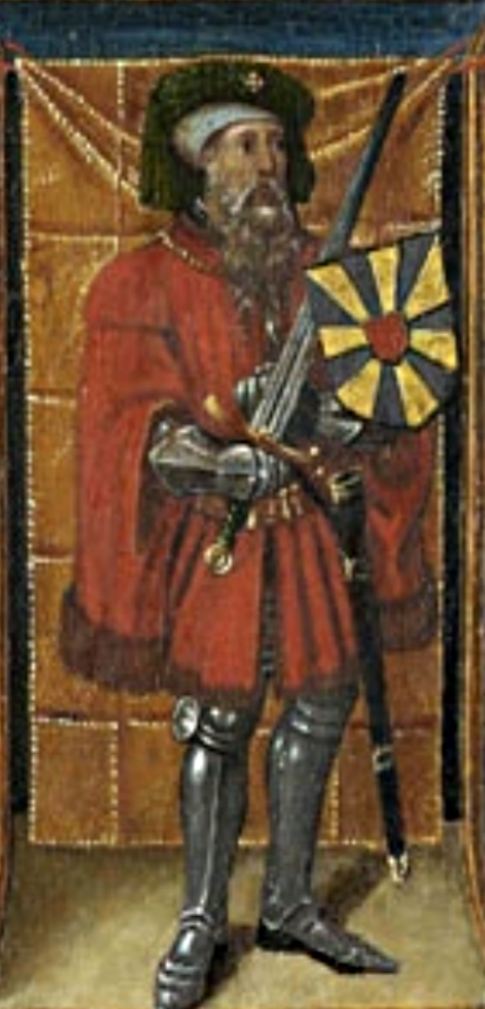
Бодуэн IV Бородатый 987-1035 Граф Фландрский
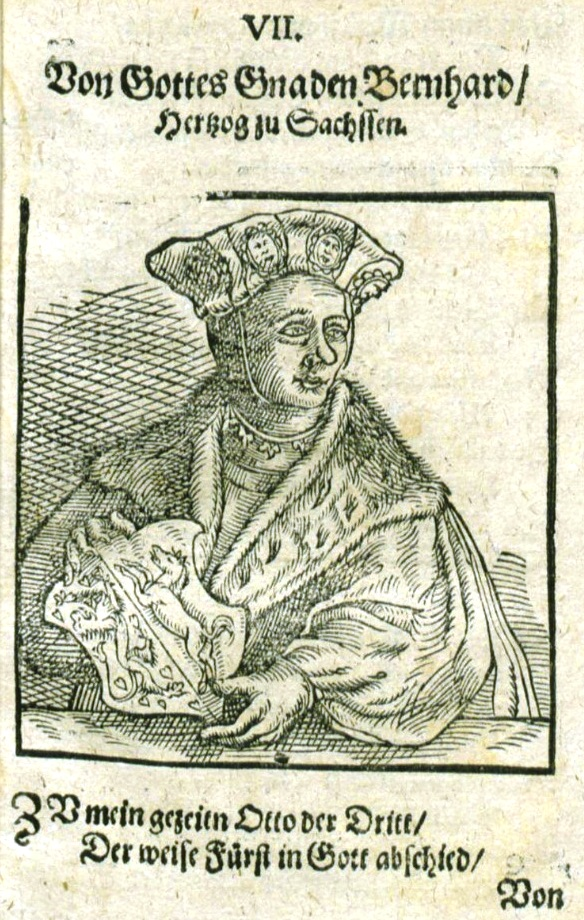
Бернхард II 1011-1059 Герцог Саксонский
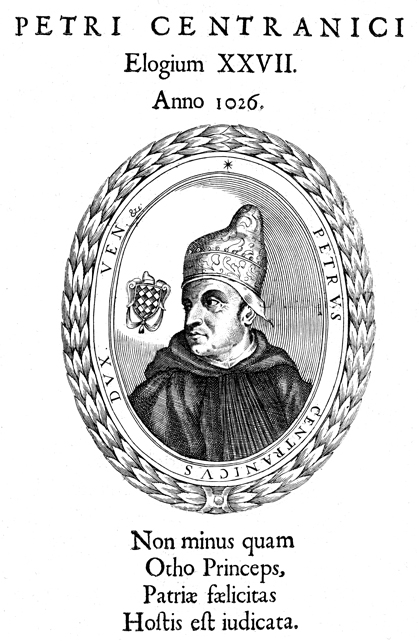
Пьетро Барболано 1026-1032 Дож Венеции
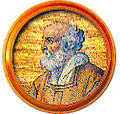
Иоанн XIX 1024-1032 Папа римский